# Anneke
Anneke ist ein niederländischer weiblicher Vorname und stellt eine niederländische Verkleinerungsform des Vornamens Anna dar. Unabhängig davon tritt Anneke auch als Familienname auf.

## Namensträgerinnen
- Anneke Blok (* 1960), niederländische Schauspielerin
- Anneke Brassinga (* 1948), niederländische Schriftstellerin und Übersetzerin
- Anneke Dürkopp (* 1979), deutsche Fernsehmoderatorin
- Anneke Feinya Agustin (* 1991), indonesische Badmintonspielerin
- Anneke van Giersbergen (* 1973), niederländische Sängerin und Gitarristin
- Anneke Graner (* 1979), deutsche Politikerin (SPD)
- Anneke Grönloh (1942–2018), niederländische Sängerin
- Anneke von der Lippe (* 1964), norwegische Schauspielerin
- Anneke Petersen († 1610), deutsche Frau, die aufgrund des Vorwurfs der Hexerei hingerichtet wurde
- Anneke Kim Sarnau (* 1972), deutsche Schauspielerin
- Anneke Schwabe (* 1978), deutsche Film- und Theaterschauspielerin
- Anneke Uittenbosch (1930–2023), niederländische Cembalistin
- Anneke Venema (* 1971), niederländische Ruderin
- Anneke Wills (* 1941), britische Schauspielerin

## Familienname
- Emil Anneke (1823–1888), deutscher Revolutionär und US-amerikanischer Journalist und Jurist
- Fritz Anneke (1818–1872), deutscher Revolutionär und US-amerikanischer Offizier
- Mathilde Franziska Anneke (1817–1884), deutsche Frauenrechtlerin, Journalistin und Autorin
- Percy Shelley Anneke (1850–1928), US-amerikanischer Unternehmer
- Victor Anneke (1892–1937), US-amerikanischer Unternehmer